# Ulanów II (gmina)
Ulanów II (lub Ulanów Druga; od 1973 Ulanów) – dawna gmina wiejska istniejąca w latach 1934–1954 w woj. lwowskim i rzeszowskim (dzisiejsze woj. podkarpackie). Siedzibą władz gminy był Ulanów, który nie wchodził w jej skład, tworząc odrębną wiejską gminę Ulanów I.
Gmina zbiorowa Ulanów II została utworzona 1 sierpnia 1934 roku w powiecie niżańskim w woj. lwowskim z dotychczasowych jednostkowych gmin wiejskich: Bieliniec, Bieliny, Bukowina, Dąbrowica, Dąbrówka, Glinianka, Huta Deręgowska, Wólka Bielińska i Wólka Tanewska. Nazwa Ulanów II została użyta aby gminę móc odróżnić od sąsiedniej wiejskiej gminy Ulanów I, również z siedzibą w Ulanowie.
Po wojnie gmina znalazła się w powiecie niżańskim w nowo utworzonym woj. rzeszowskim. Według stanu z dnia 1 lipca 1952 roku gmina składała się z 9 gromad: Bieliniec, Bieliny, Bukowina, Dąbrowica, Dąbrówka, Glinianka, Huta Deręgowska, Wólka Bielińska i Wólka Tanewska. Gmina została zniesiona 29 września 1954 roku wraz z reformą wprowadzającą gromady w miejsce gmin a następnie przywrócona w tymże powiecie i województwie wraz z reaktywowaniem gmin z dniem 1 stycznia 1973 roku jako wiejska gmina Ulanów (do 1992 bez Ulanowa, stanowiącego od 1958 roku gminę miejską).